# Lista de consortes de Módena
Esta é uma lista de consortes do Ducado de Módena e Régio, desde o século XVI até 1859, ano em que ducado, juntamente com o Ducado de Parma e Placência e Toscana, tornou-se parte das Províncias Unidas da Itália Central, anexadas pelo Reino da Sardenha.

## Duquesas de Módena

### Casa d'Este
| Nome | Retrato | Nascimento | Cônjuge                                       | Morte                          | Brasão | Ref   |
| --- | ------- | --- | --------------------------------------------- | ------------------------------ | ------ | ----- |
| Leonor de Nápoles 3 de julho de 1503 – 11 de outubro de 1493                                            |         | 22 de junho de 1450 filha de Fernando I de Nápoles e Isabel de Clermont                                       | Hércules I 3 de julho de 1503 6 filhos        | 11 de outubro de 1493 43 anos  |        | [ 1 ] |
| Lucrécia Bórgia 15 de junho de 1505 – 24 de junho de 1519                                               |         | 18 de abril de 1480 filha do Papa Alexandre VI e Vannozza dei Cattanei                                        | Afonso I 2 de fevereiro de 1502 5 filhos      | 24 de junho de 1519 39 anos    |        | [ 1 ] |
| Laura Dianti 1534 – 31 de outubro de 1534 (supostamente)                                                |         | c. 1480 filha de Francesco Boccacci Dianti                                                                    | Afonso I 1534 2 filhos                        | 25 de junho de 1573            |        | [ 1 ] |
| Renata da França 31 de outubro de 1534 – 3 de outubro de 1559                                           |         | 25 de outubro de 1510 filha de Luís XII da França e Ana, Duquesa da Bretanha                                  | Hércules II 28 de junho de 1528 5 filhos      | 12 de junho de 1575 64 anos    |        | [ 1 ] |
| Lucrécia de Médici 3 de outubro de 1559 – 21 de abril de 1561                                           |         | 14 de fevereiro de 1545 filha de Cosmo I de Médici, Grão- Duque da Toscana e Eleonora de Toledo               | Afonso II 3 de julho de 1558 sem filhos       | 21 de abril de 1561 16 anos    |        | [ 1 ] |
| Bárbara da Áustria 5 de dezembro de 1565 – 19 de setembro de 1572                                       |         | 30 de abril de 1539 filha de Fernando I, Sacro Imperador Romano-Germânico e Ana Jagelão                       | Afonso II 5 de dezembro de 1565 sem filhos    | 19 de setembro de 1572 33 anos |        | [ 1 ] |
| Margarida Gonzaga 24 de fevereiro de 1579 – 27 de outubro de 1597                                       |         | 27 de maio de 1564 filha de Guilherme Gonzaga, Duque de Mântua e Leonor da Áustria                            | Afonso II 24 de fevereiro de 1579 sem filhos  | 6 de janeiro de 1618 50 anos   |        | [ 1 ] |
| Virgínia de Médici 27 de outubro de 1597 – 15 de janeiro de 1615                                        |         | 29 de maio de 1568 filha de Cosmo I de Médici, Grão-Duque da Toscana e Camila Martelli                        | César 6 de fevereiro de 1586 10 filhos        | 15 de janeiro de 1615 46 anos  |        | [ 1 ] |
| Maria Catarina Farnésio 11 de janeiro de 1631 – 25 de julho de 1646                                     |         | 18 de fevereiro de 1615 filha de Rainúncio I Farnésio, Duque de Parma e Margarida Aldobrandini                | Francisco I 11 de janeiro de 1631 14 filhos   | 25 de julho de 1646 31 anos    |        | [ 1 ] |
| Vitória Farnésio 12 de fevereiro de 1648 – 10 de agosto de 1649                                         |         | 29 de abril de 1614 filha de Rainúncio I Farnésio, Duque de Parma e Margarida Aldobrandini                    | Francisco I 12 de fevereiro de 1648 1 filha   | 10 de agosto de 1649 35 anos   |        | [ 1 ] |
| Lucrécia Barberini 14 de outubro de 1654 – 14 de outubro de 1658                                        |         | 24 de outubro de 1628 filha de Tadeu Barberini, Príncipe da Palestrina e Ana Colonna                          | Francisco I 14 de outubro de 1654 1 filho     | 24 de agosto de 1699 70 anos   |        | [ 1 ] |
| Laura Martinozzi 14 de outubro de 1658 – 16 de julho de 1662                                            |         | 27 de maio de 1639 filha de Girolamo Martinozzi e Laura Margherita Mazzarini                                  | Afonso IV 27 de maio de 1655 3 filhos         | 19 de julho de 1687 48 anos    |        | [ 1 ] |
| Margarida Maria Farnésio 14 de julho de 1694 – 6 de setembro de 1694                                    |         | 24 de novembro de 1664 filha de Rainúncio II Farnésio, Duque de Parma e Isabel d'Este                         | Francisco II 13 de julho de 1818 sem filhos   | 17 de junho de 1718 53 anos    |        | [ 1 ] |
| Carlota Felicidade de Brunsvique-Luneburgo 11 de fevereiro de 1696 – 29 de setembro de 1710             |         | 8 de março de 1671 filha de João Frederico, Duque de Brunsvique-Luneburgo e Benedita Henriqueta do Palatinado | Reinaldo III 11 de fevereiro de 1696 7 filhos | 29 de setembro de 1710 39 anos |        | [ 1 ] |
| Carlota Aglaé de Orleães 26 de outubro de 1737 – 19 de janeiro de 1761                                  |         | 20 de outubro de 1700 filha de Filipe II, Duque de Orleães e Francisca Maria de Bourbon                       | Francisco III 21 de junho de 1720 10 filhos   | 19 de janeiro de 1761 60 anos  |        | [ 1 ] |
| Maria Teresa Cybo-Malaspina Duquesa de Massa e Carrara 22 de fevereiro de 1780 – 29 de dezembro de 1790 |         | 29 de junho de 1725 filha de Alderano I Cybo-Malaspina, Duque de Massa e Ricarda Gonzaga                      | Hércules III 16 de abril de 1741 2 filhos     | 29 de dezembro de 1790 65 anos |        | [ 1 ] |

### Casa da Áustria-Este
| Nome                                                                 | Retrato | Nascimento                                                                                | Cônjuge                                   | Morte                          | Brasão | Ref   |
| -------------------------------------------------------------------- | ------- | ----------------------------------------------------------------------------------------- | ----------------------------------------- | ------------------------------ | ------ | ----- |
| Maria Beatriz de Saboia 14 de julho de 1814 – 15 de setembro de 1840 |         | 6 de dezembro de 1792 filha de Vítor Emanuel I da Sardenha e Maria Teresa da Áustria-Este | Francisco IV 20 de junho de 1812 4 filhos | 15 de setembro de 1840 47 anos |        | [ 1 ] |
| Aldegunda da Baviera 21 de janeiro de 1846 – 11 de junho de 1859     |         | 19 de março de 1823 filha de Luís I da Baviera e Teresa de Saxe-Hildburghausen            | Hércules III 20 de março de 1842 1 filha  | 28 de outubro de 1914 91 anos  |        | [ 1 ] |